# Onthophagus gurburra
Onthophagus gurburra là một loài bọ cánh cứng trong họ Bọ hung (Scarabaeidae).